# Óleo de Abramelin
O Óleo de Abramelin, é um óleo mágico cerimonial misturado a partir de materiais vegetais aromáticos. Seu nome surgiu devido ao fato de ter sido descrito em um grimório medieval chamado O Livro de Abramelin, escrito por Abraão, o Judeu (presume-se que tenha vivido entre 1362 e 1458). A receita é adaptada do óleo de unção sagrada judaica do Tanakh, descrito no Livro do Êxodo (30: 22-25) atribuído a Moisés .
O óleo de Abramelin tornou-se popular na tradição esotérica ocidental no século XX, após a publicação da tradução em inglês de SL MacGregor Mathers do Livro de Magia Sagrada do Abramelin, o Mago (1897), e especialmente via Aleister Crowley, que usava frequentemente uma versão semelhante do óleo em seu sistema pessoal de magia. Atualmente, existem várias receitas em uso e o óleo continua a ser usado em várias tradições ocultistas modernas, inclusivamente Thelema (criada em 1904 por Crowley) e na Ecclesia Gnostica Catholica.

## Ingredientes e métodos de preparação
Existem, especialmente entre ocultistas de língua inglesa, inúmeras formas variantes de óleo de Abramelin.

### Óleo de Abramelin
O óleo é descrito em The Book of Abramelin por Abraham de Worms, um judeu da região de Worms, Alemanha, que supostamente viveu de 1362 a 1458. Na tradução em inglês The Book of Abramelin: A New Translation (2006) por Steven Guth de Georg Dehn, que foi compilado a partir de todas as fontes conhecidas dos manuscritos alemães, a fórmula tem a seguinte redação:
Pegue uma parte da melhor mirra, metade dessa parte de canela, uma parte de cássia, uma parte de raiz da galanga e um quarto do peso total combinado de um bom azeite de oliva fresco. Faça isso em uma pomada ou óleo, como é feito pelos químicos. Mantenha-o em um recipiente limpo até que você precise. Coloque o recipiente junto com os outros acessórios no armário, embaixo do altar.
A tradução de Guth da receita aparenta estar incorreta. As fontes alemãs listam claramente "Calmus " ou "Kalmus ". Mas, em vez de traduzir para cálamo, Guth traduziu estes como "raiz de galanga" ( galanga ). Levando isso em consideração, os cinco ingredientes listados por Abraão de Worms no Livro de Abramelin são idênticos aos listados na Bíblia. Somente as proporções são ligeiramente diferentes (1/2 parte versus uma parte inteira do cálamo ).
Na primeira edição impressa, Peter Hammer, 1725, a receita diz:
Nimm Myrrhen des besten 1 Theil, Zimmt 1/2 Theil, soviete des Calmus als Zimmet, Cassien soviel als der Myrrhen im Gewicht and gutes frisches Baumöl. . . " (Tome 1 parte da melhor mirra, 1/2 parte de canela, tanto cálamo quanto canela, da cássia, tanto quanto a mirra em peso e um bom óleo de árvore fresco. . . ) 
Observe que as proporções nesta edição foram alteradas para se adequar à receita do óleo de unção sagrada da Bíblia (Êxodo 30: 22-25):
Toma também as principais especiarias, da mirra pura quinhentos shekels e de canela doce a metade, duzentos e cinquenta shekels, e de kaneh bosem duzentos e cinquenta shekels, e de cássia quinhentos shekels, segundo o shekel do santuário, e de azeite de oliva e 1 hin: E farás dele um óleo de ungüento santo, um ungüento composto segundo a arte do boticário; será um óleo de unção sagrado.

### Versão do Óleo de Abramelin de Samuel Mathers
De acordo com a tradução inglesa do SL MacGregor Mathers de 1897, que deriva de uma cópia incompleta do manuscrito em francês de O Livro de Abramelin, a receita é:
Você deve preparar o óleo sagrado desta maneira: tome de mirra em lágrimas, uma parte; de canela fina, duas partes; da galanga metade de uma parte; e a metade do peso total desses medicamentos do melhor azeite de oliva. Os quais aromáticos você deve misturar de acordo com a arte do farmacêutico, e fará dele um bálsamo, o qual você guardará em um frasco de vidro que deverá colocar dentro do armário (formado pelo interior) do altar.
Os quatro ingredientes listados por Mathers em sua tradução do Livro da Magia Sagrada de Abramelin, o Mago (1897) são Mirra, Canela, Galangal e Azeite. A palavra que ele traduziu do francês como " Galangal " é na verdade a palavra " Calamus ". Os outros manuscritos existentes também listam "Calamus" como ingrediente. Não se sabe se o uso de Galangal por Mathers, em vez de Calamus, foi intencional ou uma tradução incorreta, mas resultaria em várias mudanças notáveis, incluindo simbolismo e uso.
Como Canela e Cassia são duas espécies do mesmo gênero Cinnamomum, sua duplicação em um nome pelo tradutor do manuscrito francês não é inesperada. Suas razões para isso podem ter sido motivadas por uma decisão piedosa de evitar a duplicação do verdadeiro óleo sagrado, ou por uma admissão tácita de que na Europa medieval era difícil obter canela e cássia como produtos separados.

### Versão do Óleo de Abramelin feito com óleos essenciais
Uma receita para o óleo de Abramelin usando óleos essenciais é a seguinte:
- meia parte de óleo essencial de canela
- 1 parte de óleo essencial de mirra
- 1 parte de óleo essencial de cálamo
- 1 parte de óleo essencial de cássia
- um quarto do azeite de peso total acima referido

Como perfumistas e boticários antigos nunca combinavam suas fragrâncias misturando óleos essenciais em uma proporção tão grande com relação aos óleos transportadores - porque a fórmula original deveria ser destilada após a maceração, não antes - é possível restaurar as proporções para algo como o que elas poderiam houve se houve maceração e destilação "de acordo com a arte do farmacêutico":
- 1/2 parte de óleo essencial de canela
- 1 partes de óleo essencial de mirra
- 1 parte de óleo essencial de cálamo
- 1 parte de óleo essencial de cássia
- 7 partes de azeite

Este é um óleo altamente perfumado que pode ser aplicado à pele em quantidades mais liberais; é uma aproximação moderna e próxima do óleo descrito por Abramelin a Abraão de Worms .
Variação do óleo essencial da receita bíblica:
- 1 parte de óleo de mirra
- 1 parte de óleo de cássia
- 1/2 parte de óleo de folha de canela
- 1/2 parte de óleo " keneh bosem ", que às vezes é escrito " kaneh bosem "
- 7 partes de azeite.

O óleo da unção sagrada bíblica descrito em Êxodo 30:22-25 foi criado a partir de:
- Pura mirra (מר דרור mar deror) 500 shekels (cerca de 6   kg / 13⅕ lbs)
- Canela doce (קינמון בשם kinnemon besem ) 250 shekels (cerca de 3   kg / 6⅗ lbs)
- Kaneh bosem (mה-בֹשֶׂם kaneh bosm ) 250 shekels (cerca de 3   kg / 6⅗ lbs)
- Cassia (kidה kiddah ) 500 shekels (cerca de 6   kg / 13⅕ lbs)
- Azeite de oliva (saymen שמן זית shemen ) um hin (cerca de 5 litros de acordo com Adam Clarke; cerca de 4 litros de acordo com Shiurei Torá, 7 litros de acordo com o Chazon Ish )

### Versão do Óleo de Abramelin macerado
Uma receita para o óleo de Abramelin baseada no manuscrito francês:
- 4 partes de penas de casca de canela, reduzidas a pó
- 2 partes de resina de mirra, finamente moída
- 1 parte de raiz picada de cálamo, reduzida a pó
- 1/2 do azeite de peso total anterior

A mistura é macerada por um mês, depois decantada e engarrafada para uso, produzindo um óleo perfumado adequado para ungir qualquer parte do corpo e não queima a pele. Pode ser aplicado liberalmente, à maneira dos tradicionais óleos sagrados judaicos, como o que foi derramado na cabeça de Arão até que escorresse pela barba. No entanto, não é feito "de acordo com a arte do farmacêutico", pois não é destilado após a maceração, mas decantado em garrafas.

### Versão do Óleo de Abramelin macerado de Mathers
Fazer o óleo de Abramelin de acordo com a tradução do manuscrito francês para SL MacGregor Mathers, de 1897, exige a composição do óleo a partir de matérias-primas. A proporção apresentada no livro é a seguinte:
- 4 partes de penas de casca de canela, reduzidas a pó
- 2 partes de lágrimas de resina de mirra, finamente moídas
- 1 parte de raiz fatiada de galanga, reduzida a pó
- 1/2 do peso total anterior de azeite

Essa mistura é macerada por um mês e, usando a prensa de perfume de um farmacêutico, o óleo é então separado e engarrafado para uso. O resultado é um óleo perfumado adequado para untar qualquer parte do corpo e não queima a pele.
Como os óleos essenciais são aproximadamente 2% dos ingredientes crus, em média, é possível fabricar o óleo dessa maneira usando óleos essenciais, multiplicando o peso total por 25 [50 para o peso total, dividido por 2] para a quantidade de azeite ou o suficiente azeite de oliva para garantir que os óleos essenciais sejam completamente dissolvidos. Isso terá o mesmo efeito do óleo que não queima mais a pele. Uma vez dissolvido, o azeite mudará de verde para prateado.

### Versão do Óleo de Abramelin de Crowley feito com óleos essenciais
No início do século 20, o ocultista britânico Aleister Crowley criou sua própria versão do Óleo de Abramelin, que ele chamou de "Óleo de Abramelin", e às vezes chamado de "Óleo Sagrado da Aspiração". Foi baseado na substituição de Galangal por Calamus do SL MacGregor Mathers . Crowley também abandonou o método de preparação do livro - que especifica a mistura de "lágrimas" (mirra) (resina) e canela "fina" (finamente moída) - em vez disso, optou por derramar juntos os óleos essenciais destilados com uma pequena quantidade de azeite. Sua receita (de seu comentário a Liber AL vel Legis  ) tem a seguinte redação:
- 8 partes de óleo essencial de canela
- 4 partes de óleo essencial de mirra
- 2 partes de óleo essencial de galanga
- 7 partes de azeite

Crowley pesou suas proporções de óleos essenciais de acordo com a receita especificada na tradução de Mathers para pesar matérias-primas. O resultado é dar à canela uma presença forte, de modo que quando for colocada sobre a pele "ela queima e vibra pelo corpo com uma intensidade a partir do fogo". Essa fórmula é diferente da receita do grimório e não pode ser usada para práticas que exigem que o óleo seja derramado sobre a cabeça. Em vez disso, Crowley pretendia que fosse aplicado em pequenas quantidades, geralmente no topo da cabeça ou na testa, e para ser usado como unção de equipamentos mágicos como um ato de consagração.

### Versão da Receita do Crowley duplamente consagrado Óleo de Abramelin
É possível adicionar 1 parte de um lote anteriormente consagrado da versão Crowley do óleo de Abramelin a cada novo lote. Isso pode ser feito por razões mágicas e não altera as proporções dos ingredientes.

## Simbolismo dos ingredientes
Muitas tradições de magia trabalham com materiais vegetais, e a maioria também atribui alguns significados ou atribuições simbólicas a esses ingredientes.
Na tradição judaica, de onde veio a receita bíblica original na qual o óleo de Abramelin se baseia, a azeitona é um símbolo de felicidade e estabilidade domésticas, acredita-se que a mirra é sagrada para o Senhor, Calamus é conhecido por sua doçura e corpo frutífero faliforme. e significa fertilidade e amor, enquanto a canela é favorecida por sua capacidade de aquecimento.
Na magia folclórica do hoodoo, esses simbolismos mudam um pouco: Mirra e Olive permanecem os mesmos, mas Canela é por dinheiro e sorte, e Calamus é usado para controlar docemente os outros. (A alternativa matheriana, Galangal, é empregada em trabalhos de proteção, especialmente os que envolvem processos judiciais. )
Crowley também teve uma visão simbólica dos ingredientes que encontrou na tradução de Mathers:
Este óleo é composto de quatro substâncias. A base de tudo é o óleo de oliva. A azeitona é, tradicionalmente, o dom de Minerva, a Sabedoria de Deus, o Logos. Neste são dissolvidos três outros óleos; óleo de mirra, óleo de canela, óleo de galanga. A mirra é atribuída a Binah, a Grande Mãe, que é ao mesmo tempo a compreensão do Mago e a tristeza e compaixão que resultam da contemplação do Universo. A Canela representa Tiphereth, o Sol - o Filho, em quem Glória e Sofrimento são idênticos. O Galangal representa Kether e Malkuth, o Primeiro e o Último, o Um e os Muitos, já que neste Óleo eles são Um. [. . . ] Esses óleos juntos representam, portanto, toda a Árvore da Vida. As dez Sephiroth são misturadas ao ouro perfeito.

## Óleo de Abramelin na tradição oculta
A popularidade original do óleo de Abramelin repousava na importância que os mágicos atribuem às tradições judaicas dos Santos Óleos e, mais recentemente, à tradução de SL MacGregor Mathers do Livro da Magia Sagrada de Abramelin o Mago (1897) e ao ressurgimento do ocultismo do século XX., como encontrado nas obras da Ordem Hermética da Aurora Dourada e Aleister Crowley, e desde então se espalhou por outras tradições ocultistas modernas.
Por derivar da fórmula do óleo sagrado judaico, o óleo de Abramelin também encontra uso entre os cabalistas judeus e cristãos que não estão executando especificamente os trabalhos descritos por Abraão de Worms . No entanto, o óleo pode ser usado no curso das atividades rituais descritas no livro de Abramelin, o Mago, a fim de obter os resultados que ele prometeu àqueles que aplicaram com sucesso seu sistema de "Ciência Divina" e "Verdadeira Magia", a saber, os dons de fuga, busca de tesouros e invisibilidade, bem como o poder de lançar feitiços eficazes de amor.

### Óleo de Abramelin e a Thelema
O óleo de Abramelin foi considerado altamente importante por Aleister Crowley, o fundador da Thelema, e ele usou sua versão ao longo de sua vida. No sistema místico de Crowley, o óleo passou a simbolizar a aspiração ao que ele chamou de Grande Obra - "O óleo consagra tudo o que lhe é tocado; é a aspiração dele; todos os atos realizados de acordo com isso são sagrados". 
Crowley continuou dizendo:
O Santo Óleo é a Aspiração do Mago; é isso que o consagra à realização da Grande Obra; e tal é sua eficácia que também consagra todos os móveis do templo e seus instrumentos. É também a graça ou crisma; pois essa aspiração não é ambição; é uma qualidade concedida de cima. Por esta razão, o mago ungirá primeiro o topo de sua cabeça antes de começar a consagrar os centros inferiores por sua vez (. . . ) É a pura luz traduzida em termos de desejo. Não é a Vontade do Mago, o desejo do inferior de alcançar o superior; mas é essa centelha do superior no Mago que deseja unir o inferior consigo mesmo.
Atualmente, este óleo é usado em várias cerimônias da igreja Thelêmica, Ecclesia Gnostica Catholica, incluindo os ritos de Confirmação e Ordenação . Também é comumente usado para consagrar instrumentos mágicos e móveis do templo. O anfitrião eucarístico da Missa Gnóstica - chamou o Bolo de Luz - inclui esse óleo como um ingrediente importante.

## Efeitos da receita de Mathers e o uso de óleos essenciais por Crowley
O uso de Mathers do ingrediente galangal em vez de cálamo e / ou o uso inovador de Crowley de óleos essenciais em vez de ingredientes crus resultou em algumas mudanças interessantes da receita original:
- Perfume : Os óleos de Mathers e Crowley têm um aroma diferente do óleo de Abramelin judeu. O perfume da galanga é picante e picante, enquanto o cálamo é floralmente doce, mas um pouco levedado - embora o perfume do óleo final seja fortemente canela.

- Simbolismo : No simbolismo botânico mágico judeu, grego e europeu, a atribuição dada à bandeira ou cálamo doce é geralmente a de fertilidade, devido à forma do corpo de frutificação da planta. Crowley deu o seguinte significado cabalístico para galangal: "Galangal representa Kether e Malkuth, o Primeiro e o Último, o Um e os Muitos". Portanto, a substituição de Crowley muda o simbolismo para a unidade microcosmo / macrocosmo, que reflete o objetivo místico de Thelema - a união dos adeptos com o Absoluto.

- Sensação na pele : A receita original do óleo de Abramelin não irrita a pele e pode ser aplicada de acordo com as práticas religiosas e mágicas tradicionais judaicas e cristãs. A receita de Crowley tem uma concentração muito maior de canela do que a receita original. Isso resulta em um óleo que pode ser visivelmente quente na pele e pode causar erupções cutâneas se aplicado com muita liberalidade.

- Toxicidade digestiva : Galangal é comestível, cálamo não, pois apresenta alguma toxicidade. Isso certamente é relevante para aqueles que usam o Óleo de Abramelin de Crowley como ingrediente principal do Bolo de Luz eucarístico, dando a ele um sabor opiado suave (da mirra) e um sabor picante (da canela e da galanga tipo gengibre). O uso intenso de cálamo em tal receita tornaria o hospedeiro não comestível.